# Parque Nacional Manuel Antonio
O Parque Nacional Manuel Antonio se localiza na costa pacífica da Costa Rica, na província de Puntarenas (um dos principais portos deste país). Manuel Antonio foi selecionado pela revista Forbes em 2011 entre os 12 parques mais belos do mundo.
O parque está localizado a 157 km ao sul da cidade de San José, capital da Costa Rica e 7 km ao sul da cidade de Quepos, entre Damas e Matapalo. O parque foi estabelecido em 15 de novembro de 1972 com extensão de 1.983 ha na parte terrestre e 55.000 ha na parte marítima.

## História
A região onde se localiza o Parque, foi povoada pela nação Quepoa, nome que deu origem a cidade de Quepos. Com a chegada dos colonos, as terras se converteram em áreas de cultivos que posteriormente foram adquiridas pela United Fruit Company.

## Características do parque

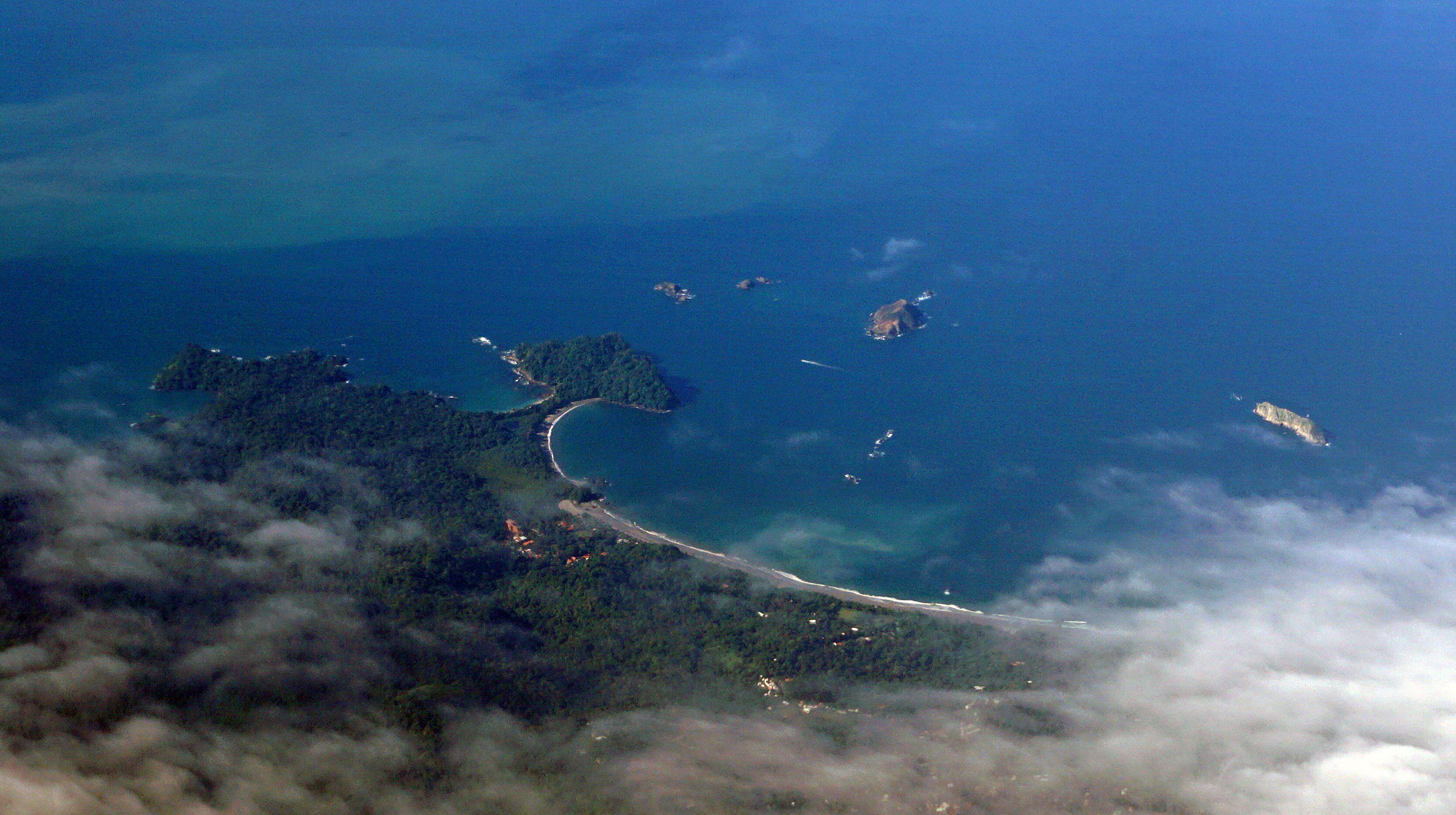
Vista aêrea do Parque Nacional Manuel Antonio

Este parque conta com uma das paisagens mais bonitas da Costa Rica, o parque conta com áreas brancas, e verdes folhagens no meio de grandes montanhas.

## Flora
Protege partes de bosque primário, bosque secundário, mangue, vegetação de praia, ambientes marinhos, ilhas e uma lagoa de 14 ha. As espécies de flora mais características dentro do bosque primário são o guácimo colorado, o pilón, o guanandi, o guapinol blanco, o surá, o guapinol negro, árvore em  perigo de extinção, o lechoso, o cenízaro e a ceiba.
O manglar que cobre aproximadamente 18 ha, está constituido por três espécies, mangle colorado, mangle branco e mangle negro, na vegetação da praia se sobresai o manzanillo, árvore que possui uma substância leitosa e frutos venenosos, o almendro, o roble sabana e o coco.

### Espécies das árvores
- Luehea seemanii
- Hyeronima alchorneoides
- Calophyllum brasiliense
- Hymenaea courbaril
- Terminalia oblonga
- Cynometra hemitotophylla
- Brosimum utile